# Linognathus angasi
Linognathus angasi är en insektsart som beskrevs av Weisser och Ledger 1977. Linognathus angasi ingår i släktet Linognathus och familjen nötlöss. Inga underarter finns listade i Catalogue of Life.